# Natação artística no Campeonato Europeu de Esportes Aquáticos de 2021 - Rotina livre solo
A prova da rotina livre solo da natação artística no Campeonato Europeu de Esportes Aquáticos de 2021 ocorreu nos dias 10 e 12 de maio na Arena Danúbio, em Budapeste na Hungria.

## Calendário
| Fase       | Data       | Hora  |
| ---------- | ---------- | ----- |
| Preliminar | 10 de maio | 09:00 |
| Final      | 12 de maio | 09:00 |

Todos os horários estão no horário local (UTC+1)

## Medalhistas
| Ouro                    | Prata               | Bronze                     |
| Varvara Subbotina (RUS) | Marta Fiedina (UKR) | Evangelia Platanioti (GRE) |

## Resultados
Esses foram os resultados da competição.
| Pos.              | Nadadora             | Nacionalidade | Preliminar | Preliminar | Final         | Final         |
| Pos.              | Nadadora             | Nacionalidade | Pontos     | Pos.       | Pontos        | Pos.          |
| ----------------- | -------------------- | ------------- | ---------- | ---------- | ------------- | ------------- |
| Medalha de ouro   | Varvara Subbotina    | Rússia        | 95.6000    | 1          | 96.4333       | 1             |
| Medalha de prata  | Marta Fiedina        | Ucrânia       | 92.7667    | 2          | 93.7000       | 2             |
| Medalha de bronze | Evangelia Platanioti | Grécia        | 89.9667    | 3          | 90.8000       | 3             |
| 4                 | Vasilina Khandoshka  | Bielorrússia  | 87.5000    | 5          | 90.2333       | 4             |
| 5                 | Vasiliki Alexandri   | Áustria       | 87.9667    | 4          | 88.8667       | 5             |
| 6                 | Kate Shortman        | Reino Unido   | 85.2333    | 8          | 86.0000       | 6             |
| 7                 | Mireia Hernández     | Espanha       | 85.9000    | 6          | 85.7333       | 7             |
| 8                 | Lara Mechnig         | Liechtenstein | 83.4667    | 9          | 84.7333       | 8             |
| 9                 | Marta Murru          | Itália        | 85.6333    | 7          | 84.5333       | 9             |
| 10                | Polina Prikazchikova | Israel        | 80.9667    | 10         | 81.9333       | 10            |
| 11                | Ilona Fahrni         | Suíça         | 80.3000    | 11         | 81.5333       | 11            |
| 12                | Nada Daabousová      | Eslováquia    | 80.0667    | 12         | 80.4333       | 12            |
| 13                | Jasmine Verbena      | San Marino    | 78.8333    | 13         | Não avançaram | Não avançaram |
| 14                | Alžběta Dufková      | Chéquia       | 77.6333    | 14         | Não avançaram | Não avançaram |
| 15                | Klara Šilobodec      | Croácia       | 75.3667    | 15         | Não avançaram | Não avançaram |
| 16                | Aleksandra Atanasova | Bulgária      | 75.3333    | 16         | Não avançaram | Não avançaram |
| 17                | Clara Ternström      | Suécia        | 73.3667    | 17         | Não avançaram | Não avançaram |
| 18                | Pinja Kekki          | Finlândia     | 72.6667    | 18         | Não avançaram | Não avançaram |